# Восточне (Аркалицька міська адміністрація)
Восто́чне (каз. Восточный) — село у складі Аркалицької міської адміністрації Костанайської області Казахстану. Адміністративний центр та єдиний населений пункт Восточного сільського округу.
Населення — 1094 особи (2021; 1225 у 2009, 1246 у 1999, 1050 у 1989).